# ニール・レーガン
ジョン・ニール・レーガン（John Neil Reagan、1908年9月16日  -1996年12月11日）は、アメリカのラジオ局のマネージャー、 CBSシニアプロデューサー、マッキャンエリクソン上級副社長。ロナルド・レーガンの兄。

## 生涯

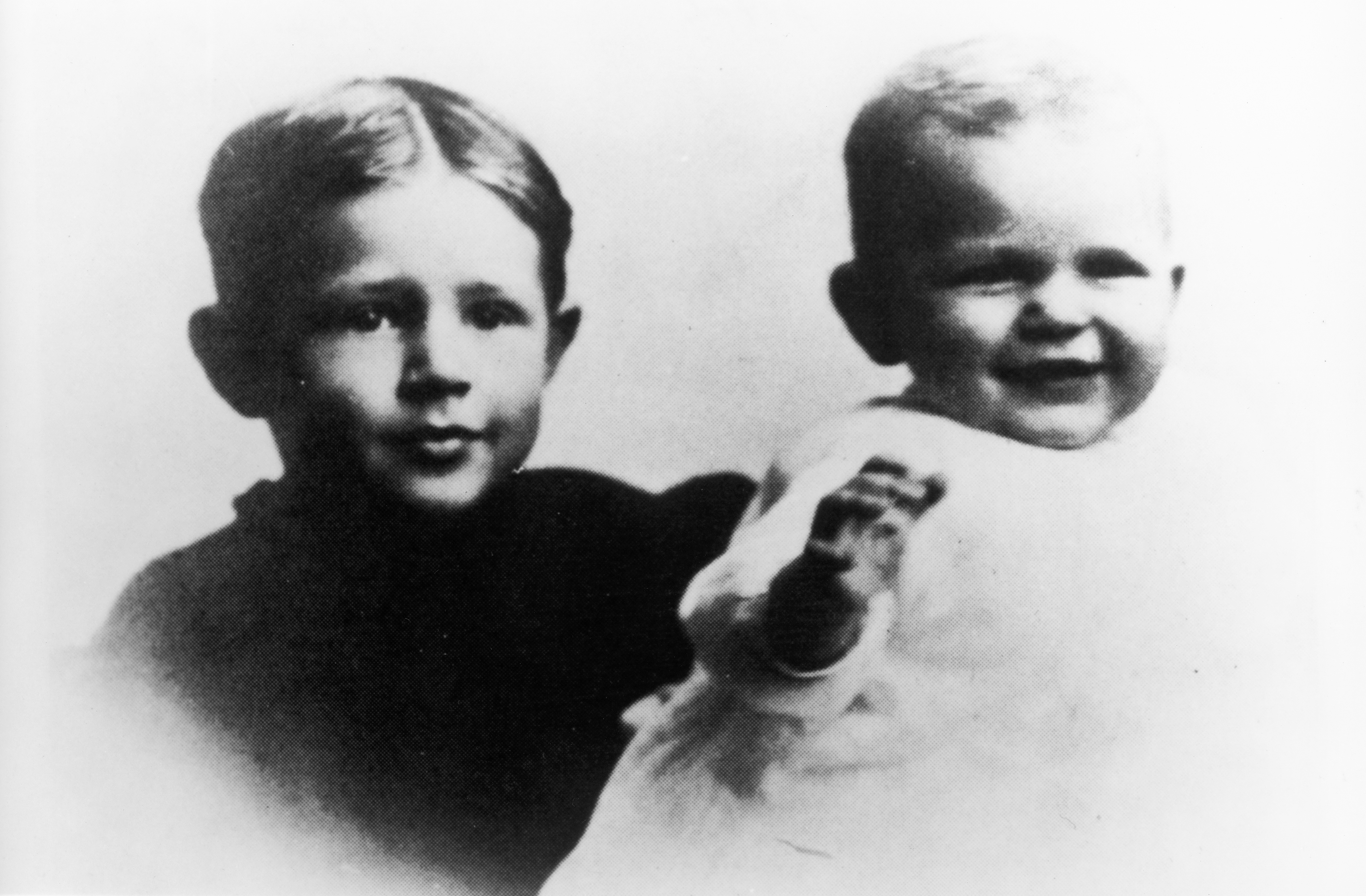
ニール(左)とロナルド(右)

出生時にカトリックとして洗礼を受けた。幼児期に母・ネルのディサイプルスに入信したが、若いうちに父・ジャックのカトリック信仰に傾いて行った。若い頃は賑やかで社交的な性格として言われた。1933年、経済学士としてユーレカ大学を卒業した。カリフォルニア州に行き、テレビプロデューサーや広告会社の幹部としてのキャリアを確立した。
1930年代から1950年代にかけて、ラジオシリーズ "Dr. Christian" の監督を務めた。"Tugboat Annie Sails Again" （1940年）や "Doughboys in Ireland" （1943年）などの映画で脇役としても活動した。テレビシリーズ "Death Valley Days" では、弟ロナルドの監督を務めた。
ハリウッドやロサンゼルスの advertising clubs を始め、ロサンゼルスの障害児学会、サンタモニカのケネディ児童研究センター、ロサンゼルスの自然史博物館などで館長や会長を務めた。

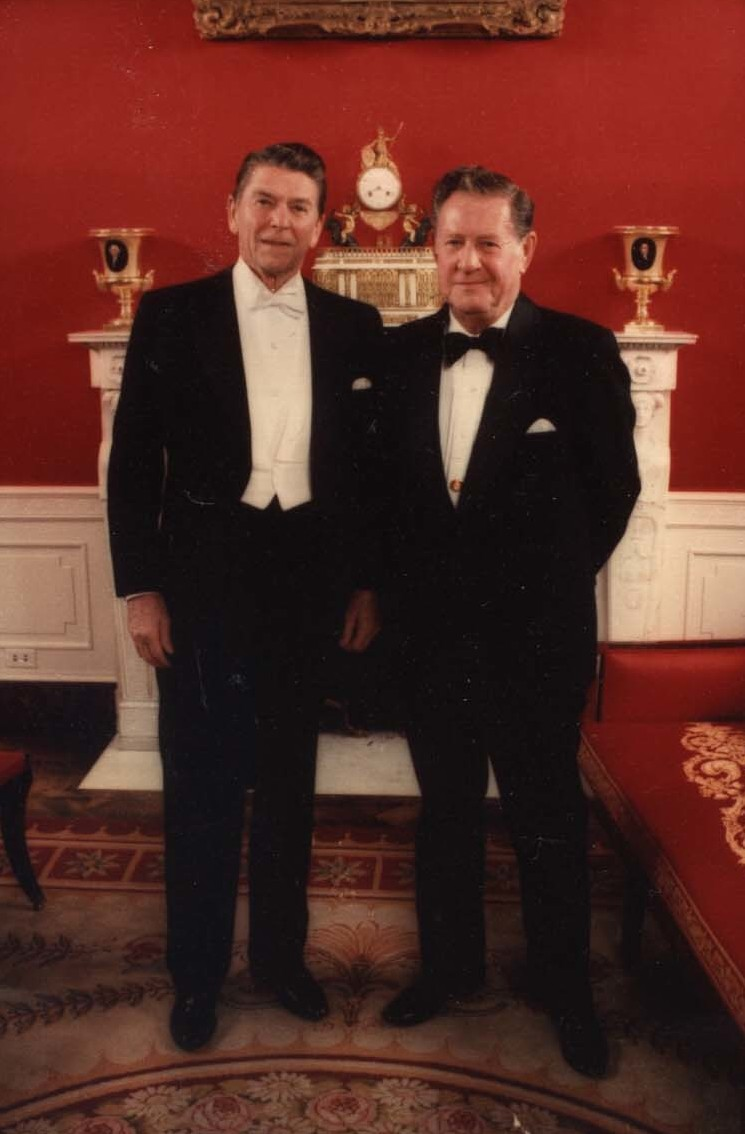
ニール(右)とロナルド(左) - 1981年

1972年共和党全国大会、1980年共和党全国大会ではカリフォルニア州選出の補欠議員であった。1996年12月の死の前に、ユーレカ大学の理事を2期務めた。1970年にはロナルドとニールの両方に敬意を表してユーレカ大学キャンパスのレーガン体育センターが建設された。12年後、ロナルド・レーガンは同地で有名なユーレカ大学における演説を行っている。
妻のベスは、2010年に102歳で死去した。